# Ben Davis (operator filmowy)
Ben Davis (ur. 6 września 1961 w Londynie) – brytyjski operator filmowy.

## Życiorys
Jest syn operatora Michaela J. Davisa i pasierbem reżyserki Gabrielle Beaumont. Jego żoną jest scenarzystka i reżyserka Camille Griffin, z którą ma troje dzieci, w tym syna Romana Griffin Davisa. Jest członkiem British Society of Cinematographers. W roku 2017 zdobył nagrodę Audience Award na festiwalu Camerimage, za film Trzy billboardy za Ebbing, Missouri, a w 2022 – nagrodę St. Louis Film Critics Association w karegorii Best Cinematography za film Duchy Inisherin.

## Wybrana filmografia
| Rok  | Film                                | Reżyser                 | Nagrody i nominacje |
| ---- | ----------------------------------- | ----------------------- | --- |
| 2004 | Przekładaniec                       | Matthew Vaughn          | |
| 2007 | Gwiezdny pył                        | Matthew Vaughn          | |
| 2010 | Kick-Ass                            | Matthew Vaughn          | |
| 2010 | Tamara i mężczyźni                  | Stephen Frears          | |
| 2011 | Rytuał                              | Mikael Håfström         | |
| 2011 | Dług                                | John Madden             | |
| 2012 | Gniew tytanów                       | Jonathan Liebesman      | |
| 2013 | Daję nam rok                        | Dan Mazer               | |
| 2014 | Nauka spadania                      | Pascal Chaumeil         | |
| 2014 | Strażnicy Galaktyki                 | James Gunn              | |
| 2014 | Zanim zasnę                         | Rowan Joffé             | |
| 2015 | Avengers: Czas Ultrona              | Joss Whedon             | |
| 2016 | Doktor Strange                      | Scott Derrickson        | |
| 2017 | Trzy billboardy za Ebbing, Missouri | Martin McDonagh         | Audience Award zwycięzca w kategorii Best film Golden Frog – nominacja w kategorii Main Competition BAFTA Awards – nominacja British Independent Film Awards – nominacja BSC Award – nominacja Nagroda Satelita – nominacja |
| 2019 | Kapitan Marvel                      | Anna Boden i Ryan Fleck | |
| 2021 | Eternals                            | Chloé Zhao              | |
| 2021 | King’s Man: Pierwsza misja          | Matthew Vaughn          | |
| 2022 | Duchy Inisherin                     | Martin McDonagh         | SLFCA Award – zwycięzca w kategorii Best Cinematography EDA Award – nominacja BSC Award – nominacja COFCA Award – nominacja DFCC – nominacja GWNYFCA Award – nominacja KCFCC Award – nominacja LEJA Award – nominacja NDFS Award – nominacja OFCS Award – nominacja SDFCS Award – nominacja SFBAFCC Award – nominacja Nagroda Satelita – nominacja |
| 2022 | Mój policjant                       | Michael Grandage        | |
| 2023 | Kraven Łowca                        | J.C. Chandor            | |